# Clara Ethelinda Larter
Clara Ethelinda Larter (* 27. Juni 1847 bei Leeds; † 13. Mai 1936 in Torquay) war eine britische Botanikerin.
Ihr botanisches Autorenkürzel lautet „Larter“.

## Werdegang
Clara Ethelinda Larter war die Tochter des Privatlehrers Thomas Larter. Sie war in ihrer Jugend vor allem kirchlich engagiert.  1897 trat sie mit dem Werk Notes on the Botany of the Flora of North Devon erstmals als Botanikerin an die Öffentlichkeit. Im Jahr 1900 gab sie den Band Manual of the Flora of Torquay heraus. Clara Larter baute ein umfangreiches Herbarium auf, das auch mit einer stattlichen Moossammlung bestückt war. Sie zeigte außerdem Interesse an Seetang und galt hier als Expertin. Larter engagierte sich auf lokaler Ebene in Botanischen Gesellschaften. Zusätzlich zur Gesellschaft des County Devon trat sie etwa ab 1909 der Gesellschaft für Torquay bei. Sie übernahm zeitweise die Funktionen der Herausgeberin der Berichte und die der Vizepräsidentin.

## Wirken
Clara Larter trug durch ihre zahlreichen Aufzeichnungen zur besseren Kenntnis der Flora von Devonshire bei. Ihr Herbarium enthielt ausgezeichnetes Material und wurde nach ihrem Ableben der Torquay Natural History Society hinterlassen.

## Würdigung
Clara Larter wurde in Anerkennung ihrer Verdienste 1912 zum Mitglied der Linnean Society ernannt. 